# Brücke im Glacis am Schwanenteich
Die Brücke im Glacis am Schwanenteich ist eine Fußgängerbrücke in der ostwestfälischen Stadt Minden, die im Mindener Glacis über die Bastau führt. Sie schafft eine Verbindung zum künstlich aufgestauten Schwanenteich. Die stählerne Fachwerkkonstruktion stützt sich auf Widerlager aus Quadermauerwerk. Die Geländer sind kunstvoll mit Jugendstil-Ornamenten ausgestaltet.
Die Brücke wurde im Zuge der Neugestaltung des Weserglacis in den Jahren 1903 und 1904 errichtet.
Die Brücke steht seit 1987 unter Denkmalschutz.